# Charanyca convergens
Charanyca convergens là một loài bướm đêm trong họ Noctuidae.